# Inthaeron
Inthaeron is een spinnengeslacht uit de familie Cithaeronidae. Het geslacht telt maar 1 soort en werd in 1991 wetenschappelijk beschreven.

## Soorten
Het geslacht bevat de volgende soort:
- Inthaeron rossi Platnick, 1991[1]